# 邂逅 (恰克與飛鳥單曲)
《邂逅》，日本樂團恰克與飛鳥的第38張單曲。1994年11月16日發行。

## 簡介
前作《HEART／NATURAL／On Your Mark》僅約3個月之後就發行。
被用作同年由和久井映見和唐澤壽明主演的大熱富士月九劇《東京仙履奇緣》的主題曲。
發行首週即獲得Oricon公信榜冠軍，連續兩張單曲獲得冠軍。Oricon統計的總銷量高達125萬張以上，連續兩張單曲銷量超過百萬張。是恰克與飛鳥第五張，也是最後一張Oricon統計銷量超過百萬的單曲。由於在年底發行，因此在Oricon年榜上排行並不高，是1994年度日本單曲銷量第57位，1995年的第41位，以總銷量125萬張以上計算，相當於在1994年的Oricon年榜上的第8位。

## 收錄曲目
1. 邂逅
作詞、作曲：飛鳥涼；編曲：澤近泰輔
富士電視台電視劇《東京仙履奇緣》主題曲
2. 濕潤的夢（濡れた夢）
作詞、作曲：恰克；編曲：澤近泰輔
3. 邂逅（Original Karaoke）